# Udenrigs
Udenrigs er et dansk tidsskrift om udenrigspolitik, der udgives af Det Udenrigspolitiske Selskab og udkommer tre gange årligt. Udenrigs er et uafhængigt og bredt dækkende tidsskrift med artikler af danske og udenlandske skribenter om aktuelle internationale spørgsmål.
Redaktionen på Udenrigs er sammensat af direktør for Det Udenrigspolitiske Selskab Charlotte Flindt Pedersen (ansvarshavende) og Marcus Rubin.
Disse støttes af en redaktionskomité bestående af: Louise Riis Andersen, Helle Malmvig, Marcus Rubin, Mette Skak, Martin Breum, Oscar Rothstein, Lisbeth Knudsen og Uffe Østergaard.
Blandt skribenterne der har bidraget med flere artikler har været Vibeke Sperling, Anders Jerichow, Uffe Østergaard, Anna Libak, Niels Ivar Larsen og Lykke Friis. Tidsskriftet har bragt et par taler af Vladimir Putin i dansk oversættelse.
I februar 2021 fik tidsskriftet sin egen digitale platform. Tidligere årgange af Udenrigs er desuden tilgængelige fra platformen tidsskrift.dk.

## Historie
Det Udenrigspolitiske Selskab blev stiftet i 1946 og foreningens første tidsskrift, Fremtiden, udkom fra 1946 til 1961. Udenrigs sætter etableringen af sit nuværende format til 1989 hvor redaktørerne Vibeke Sperling, Tøger Seidenfaden og Torben Krogh var skiftende redaktører. I 2007 udtrådte Torben Krogh af redaktionen og redaktionen kom da til at bestå af Brita V. Andersen, Anna Libak og Anders Jerichow. I 2014 udkom det med nyt grafisk udseende. I 2022 skiftede tidsskriftet udseende igen.

## Ekstern henvisning
- Udenrigs hjemmeside Arkiveret 16. marts 2014 hos  Wayback Machine